# Ehrenring der Stadt Mainz

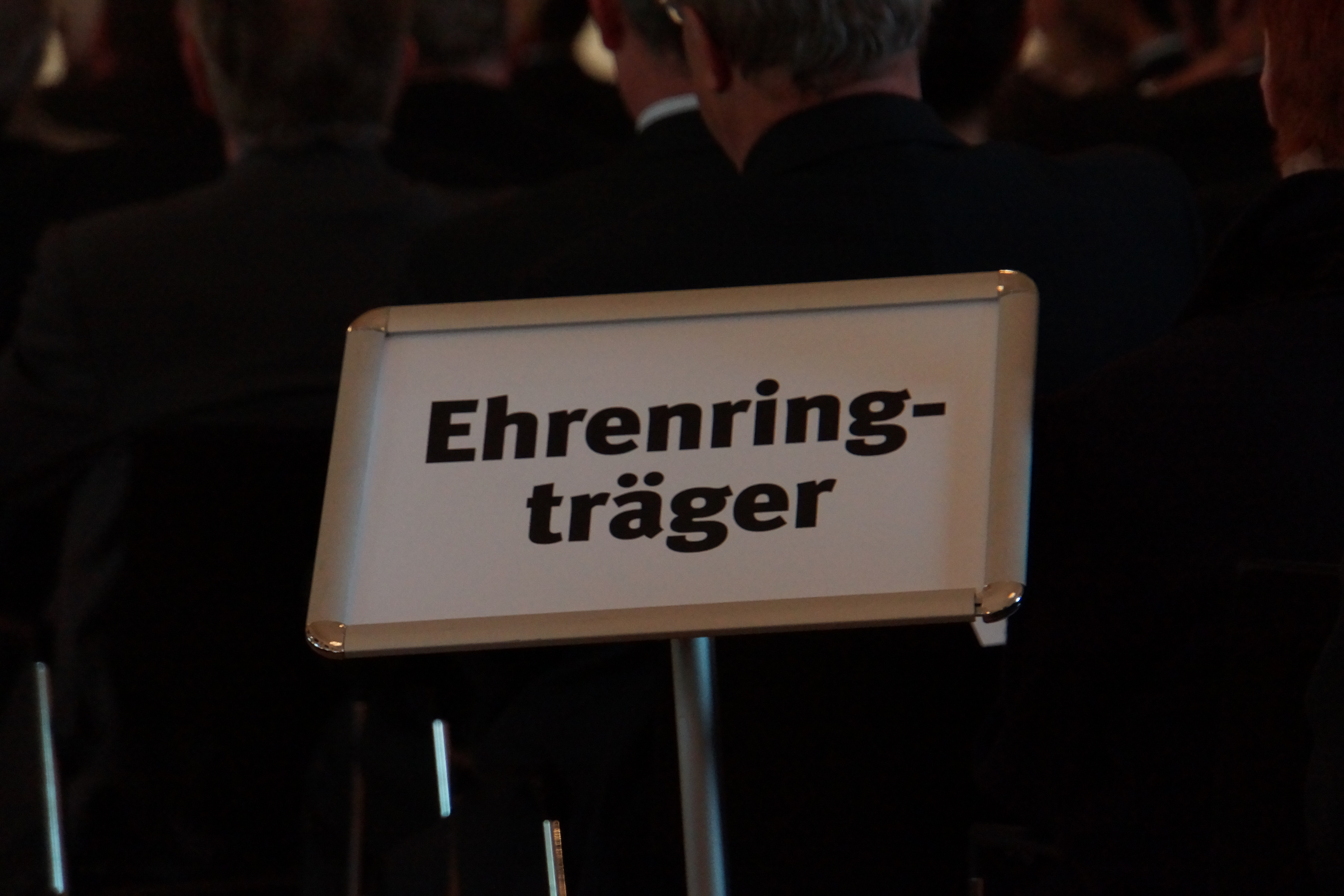
Reservierte Plätze für Ehrenringträger

Der Ehrenring der Stadt Mainz ist die zweithöchste Auszeichnung der Landeshauptstadt des Landes Rheinland-Pfalz.
Der Ring wird in einer öffentlichen Zeremonie vom Oberbürgermeister der Stadt Mainz an ausgewählte Bürger verliehen, die herausragendes Engagement für das gesellschaftliche und kulturelle Erbe der Stadt gezeigt haben. Stand März 2022 haben mehr als 31 Bürger der Stadt einen Ehrenring erhalten. 

## Beschreibung
Die Oberseite des goldfarbenen Ringes ziert eine goldene Platte, auf der das Mainzer Stadtwappen eingraviert ist.